# Лобь
Лобь — река в России, правый приток Шоши.
Гидроним балтийского происхождения, от loba — «долина, русло реки». На старых картах река иногда обозначалась как Лоба.
Протекает по территории городских округов Шаховская и Лотошино Московской области и Калининского района Тверской области. Берёт начало из родника, в 2 км к северо-востоку от станции Шаховская Рижского направления Московской железной дороги. Впадает в Шошу у деревни Большие Горки:214—215.
Длина реки — 91 км, площадь водосборного бассейна — 967 км². По другим данным, длина — 94 км, из которых 78 км при площади водосбора 870 км² — в пределах Подмосковья:464. Река равнинного типа, питание преимущественно снеговое. Замерзает обычно в середине ноября, вскрывается в середине апреля:7—8.
В верхнем и среднем течении берега этой реки густо заселены и почти лишены лесов, а в нижнем она протекает через сосновые леса, которые благодаря подпору Московского моря и связанному с этим подъёму уровня грунтовых вод, отличаются редкостной степенью заболоченности. На устьевом же участке, тоже болотистом, растительность представлена лишь тростником и осокой.
По данным Государственного водного реестра России, относится к Верхневолжскому бассейновому округу. Речной бассейн — (Верхняя) Волга до Куйбышевского водохранилища (без бассейна Оки), речной подбассейн — бассейны притоков (Верхней) Волги до Рыбинского водохранилища, водохозяйственный участок — Волга от города Твери до Иваньковского гидроузла (Иваньковское водохранилище).

## Притоки
(расстояние от устья)
- 23 км: река Русса (лв)
- 37 км: река Частена (лв)
- 55 км: река Издетель (лв)
- 66 км: река Шерстня (лв)